# (37917) 1998 FJ103
1998 FJ103 (asteroide 37917) é um asteroide da cintura principal. Possui uma excentricidade de 0.20351750 e uma inclinação de 7.89678º.
Este asteroide foi descoberto no dia 31 de março de 1998 por LINEAR em Socorro.